# Таврическая ТЭС
Таврическая ТЭС (Симферопольская ПГУ-ТЭС) — парогазовая электростанция в Крыму. Мощность — 470 МВт.
Первый блок мощностью 235 МВт запущен в работу в пусконаладочном режиме 1 октября 2018 года, ввод этого блока в эксплуатацию произошел 1 ноября. Второй блок теплоэлектростанции вышел на номинальную мощность 28 декабря 2018. Официальная церемония ввода ТЭС в эксплуатацию на полную мощность состоялась 18 марта 2019 года.

## История
Строительство ТЭС велось компанией «Технопромэкспорт» (дочерняя структура корпорации «Ростех»). Цель строительства — снизить нагрузку на передающие сети, что позволит повысить надёжность энергосистемы Крыма и сократит затраты на реконструкцию ЛЭП. Строительство осуществлялось в рамках федеральной целевой программы «Социально-экономическое развитие Республики Крым и г. Севастополя до 2020 года».
6 февраля 2018 года строящиеся в Крыму ТЭС получили официальные названия. Севастопольской ПГУ-ТЭС присвоено диспетчерское название Балаклавская ТЭС, а Симферопольской ПГУ-ТЭС — Таврическая ТЭС.
В феврале 2018 года ОРУ 330 кВ подключено к энергосистеме Крыма, новые линии электропередачи были образованы после разрезания ВЛ 330 кВ Джанкой — Симферопольская.
В марте 2018 года был проведён первый розжиг турбины № 1, с выходом на холостой ход 3 тыс. оборотов в минуту. С 7 по 10 сентября были проведены комплексные испытания первого энергоблока и 1 октября он был запущен в работу в пусконаладочном режиме. Второй блок теплоэлектростанции вышел на номинальную мощность 28 декабря 2018. Официальная церемония ввода ТЭС в эксплуатацию на полную мощность состоялась 18 марта 2019 года.

## Технические характеристики
Два парогазовых блока по 235 МВт каждый. Основной вид топлива — природный газ, аварийное топливо — дизельное.
Симферопольская (Таврическая) ТЭС выдаёт электрическое напряжение 110 кВ и 330 кВ.

## Фотогалерея

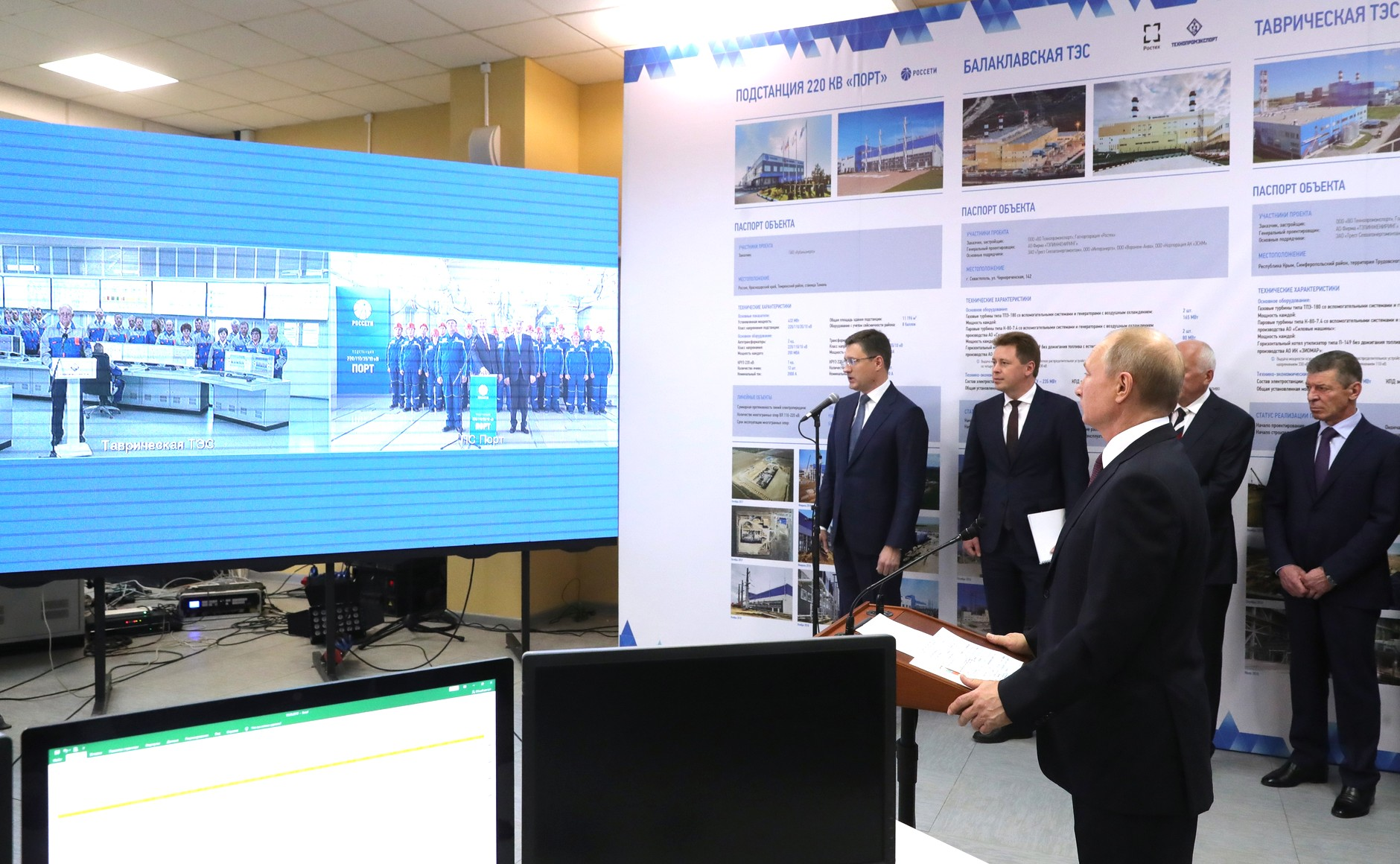
Церемония ввода в эксплуатацию Балаклавской и Таврической ТЭС с участием Президента России Владимира Путина, 18 марта 2019 года.
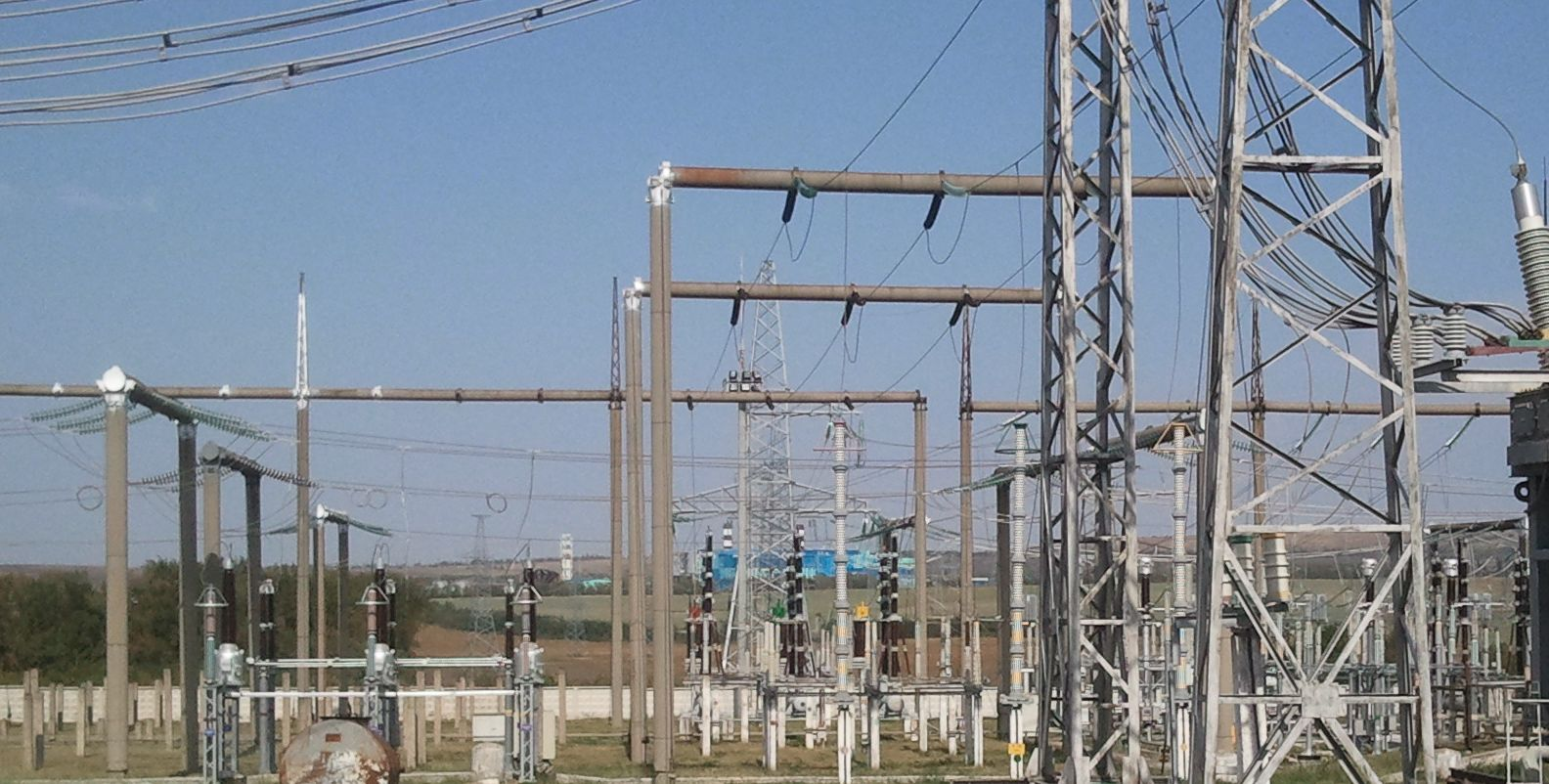
ПС 330кВ Симферопольская и Симферопольская ТЭС